# Zetti
Pour les articles homonymes, voir Donizetti.
Armelino Donizetti Quagliato dit Zetti est un footballeur brésilien (gardien de but) né le 10 janvier 1965 à Capivari au Brésil. Il a fait partie de l'équipe du Brésil vainqueur de la Coupe du monde de football en 1994.
Il est reconverti en entraîneur et coach actuellement l'équipe brésilienne de l'EC Juventude.

## Biographie
Descendant d'une famille italienne, Zetti effectue l'intégralité de sa carrière au Brésil où il change souvent de club, n'arrivant que rarement à s'imposer. L'apogée de sa carrière a lieu durant sa période à São Paulo où il effectue 153 matchs de 1990 à 1996 et découvre la sélection brésilienne.
Il est reconverti depuis 2003 au poste d'entraîneur où il a connu 11 clubs en 5 ans.

## Palmarès

### En club
- Avec le São Paulo FC :
  - Championnat de São Paulo de football : 1991 et 1992
  - Championnat du Brésil de football : 1991
  - Copa Libertadores : 1992 et 1993
  - Coupe intercontinentale : 1992 et 1993
  - Recopa Sudamericana : 1993
  - Supercopa Sudamericana : 1993

- Avec le Santos FC :
  - Tournoi Rio-São Paulo de football : 1997
  - Copa CONMEBOL : 1998

### En sélection
- Coupe du monde de football : 1994